# Surf
Pour les articles homonymes, voir Surf (homonymie).
Le surf (abréviation française de l'anglais surf-riding) est une pratique physique individuelle de glisse sur les vagues déferlantes, au bord de l'océan.
Partie intégrante de la culture hawaïenne traditionnelle, le surf a été popularisé dans le monde par le double champion olympique de natation Duke Kahanamoku dans les premières décennies du XXe siècle, avant de devenir, à la fin du même siècle, une discipline sportive codifiée, pratiquée debout sur une planche courte (shortboard), par opposition aux autres disciplines de glisse sur les vagues comme le longboard, le bodyboard, le bodysurf, le skimboard, le stand up paddle, le windsurf.
Le surf se pratique sur des sites de surf, appelés « spots », sur lesquels déferlent des vagues plus ou moins grandes et propices à la glisse. Les pratiquants sont des « surfers » ou « surfeurs » / « surfeuses », ou encore « aquaplanchistes », sans distinction de niveau ou de type de pratique. D'autres termes plus spécifiques existent, comme shortboarder, bodyboardeur, longboardeur, bodysurfeur, etc.

## Termes et polysémie
Le terme « surf » (prononcé [sœʀf]), apparu en français en 1952, est la troncation française du nom composé anglo-américain surf-riding introduit en 1926 et signifiant littéralement « monter les vagues déferlantes ». En anglais, le nom simple surf reste cantonné au sens de vagues déferlantes, l'activité étant désignée sous le nom verbal surfing.
Le mot français « surf » a été ultérieurement repris par des sports de glisse non aquatiques, à l'exemple du snowboard aussi désigné par « surf des neiges ». Au sens figuré, le surf désigne l'action de passer avec aisance d'une activité à l'autre. Le surf désigne ainsi la pratique consistant à parcourir des pages web.

## Histoire

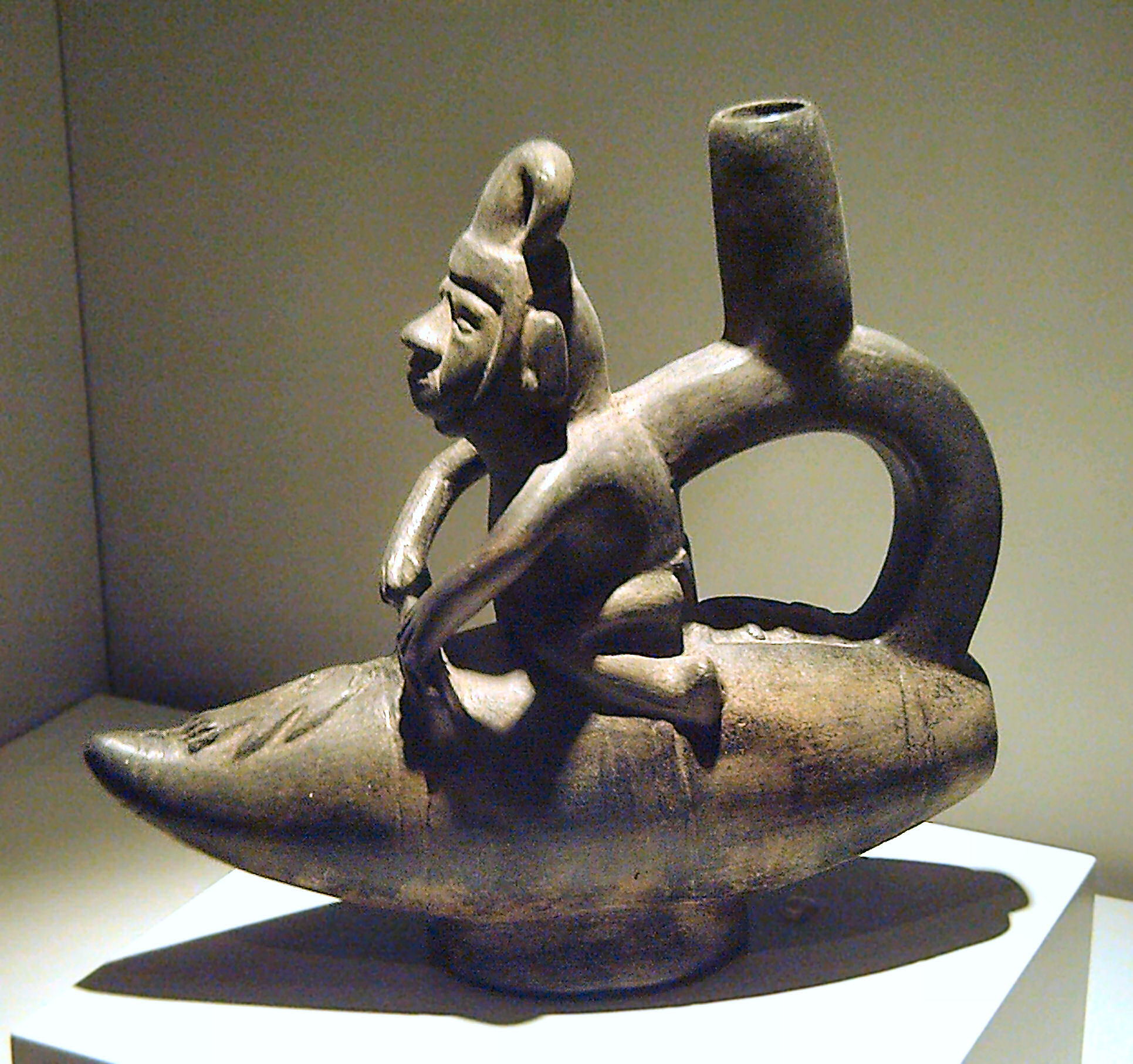
Poterie précolombienne Chimú représentant un pêcheur sur un caballito de totora (vers 1100-1400).

### Origines du surf

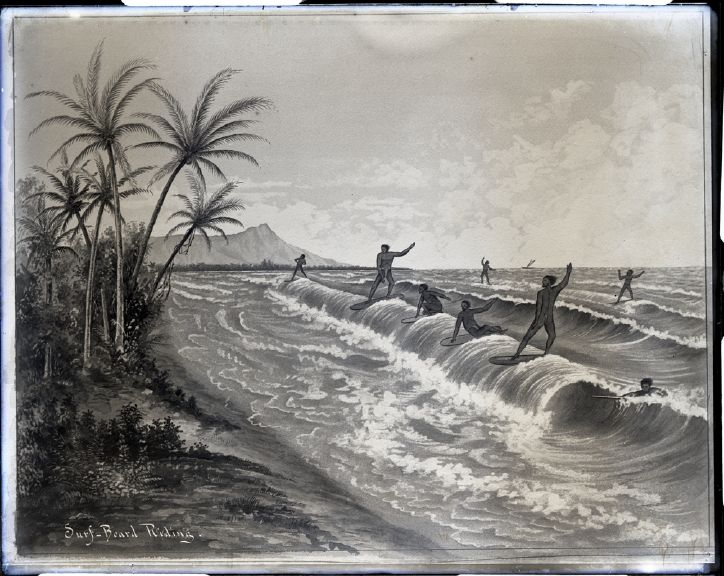
Illustration de la pratique du surf à Hawaï vers 1883-1905

Selon les historiens et anthropologues, diverses pratiques de surf existaient à travers la Polynésie et dans d'autres lieux du Pacifique avant l'époque moderne. Le surf pratiqué debout sur de longues planches est attesté à Tahiti (1767) et à Hawaï par le récit des premiers explorateurs européens. Mais la pratique des vagues avec un flotteur a certainement été inventée indépendamment en d'autres endroits du monde, comme le suggèrent des pratiques isolées en Afrique, Australie ou au Pérou.
C'est néanmoins à Hawaï que le surf semble avoir été particulièrement important dans la culture des populations. Et c'est depuis ce lieu que le surf sera diffusé au XXe siècle dans le reste du monde, popularisant ainsi le mythe que Hawaï serait le « lieu de naissance » du surf.

#### Pratique traditionnelle hawaïenne
Le surf a pendant longtemps été une partie intégrante de la culture hawaïenne, comme une pratique sociale et culturelle (religieuse) ou comme un passe-temps permettant notamment de prouver ses qualités physiques. La majorité des surfeurs pratiquaient sur des planches courtes nommées alaia, en position couchée ou à genoux. Les chefs se distinguaient socialement par la possession des très longues planches olo, dont la construction était couteuse et ritualisée, et qui pouvaient être utilisées pour surfer debout.
Les premiers comptes rendus à ce sujet seraient ceux de Samuel Wallis et de l'équipage du Dolphin, premiers Européens à mettre le pied à Tahiti en 1767, ou de Joseph Banks, botaniste embarqué sur le HMS Endeavour de Cook et qui arriva sur la même île en 1769. Le lieutenant James King en fera mention en complétant les mémoires de Cook après le décès de celui-ci en 1779. En 1788, James Morrison, un des mutins de la Bounty, décrit de manière similaire la pratique du hōrue à Tahiti.
La plus ancienne planche de surf connue à ce jour[Quand ?] a été découverte en 1905 à Ko'Okena à l'intérieur d'un tombeau. Les archéologues pensent qu'il s'agissait de la sépulture d'une « cheffesse » nommée Kaneamuna, qui régnait au début du XIVe siècle. Fabriquée dans le fond de l'arbre à pain, cette planche fut retrouvée en parfait état de conservation.
Quand Mark Twain visite Hawaii en 1866, il a l'occasion d'observer « un groupe d'indigènes nus, des deux sexes et de tous âges, se donnant du bon temps en pratiquant le passe-temps national qu'est le surf-bathing ».

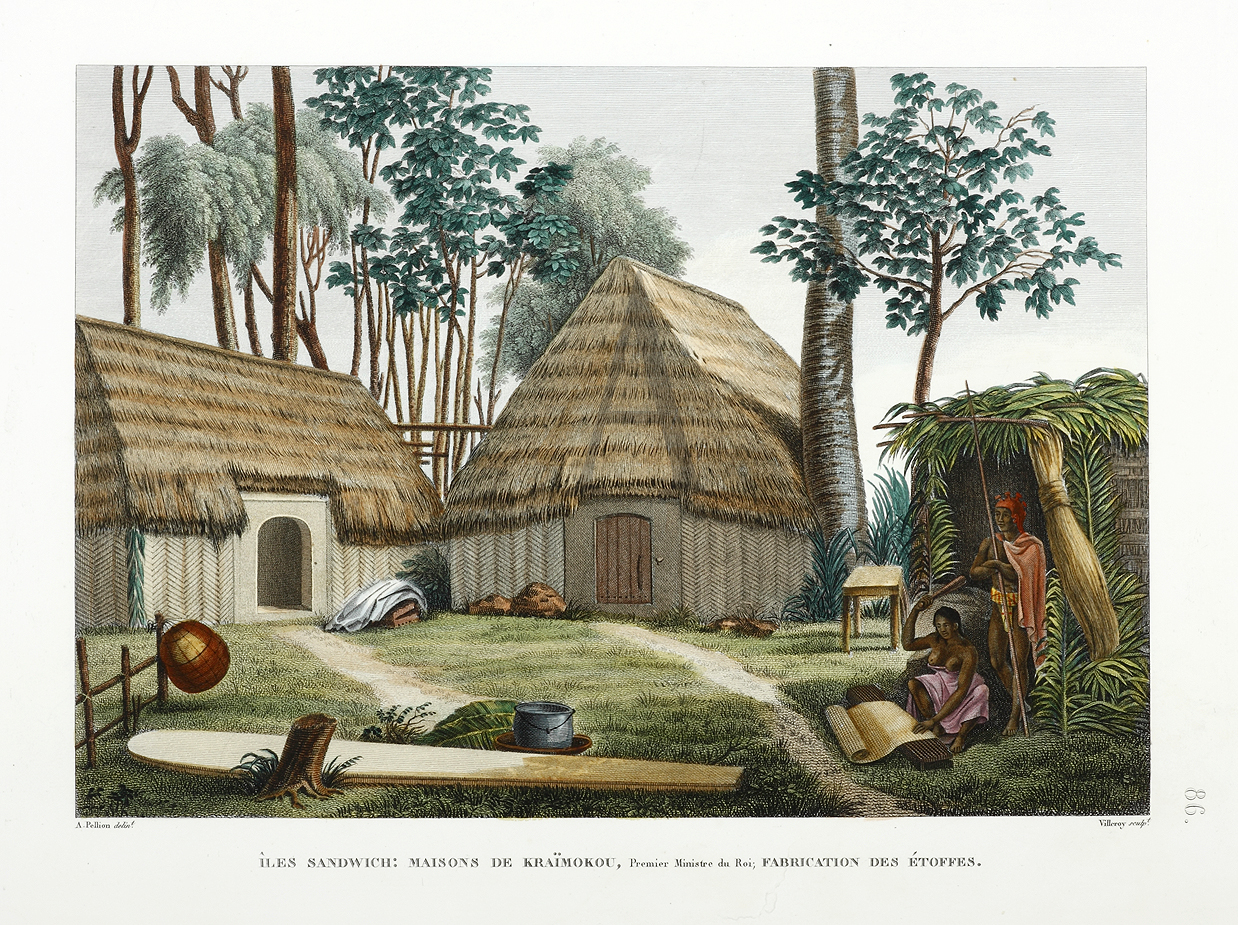
Illustration des maisons du premier ministre du roi d'Hawaï, avec une planche olo, vers 1819.
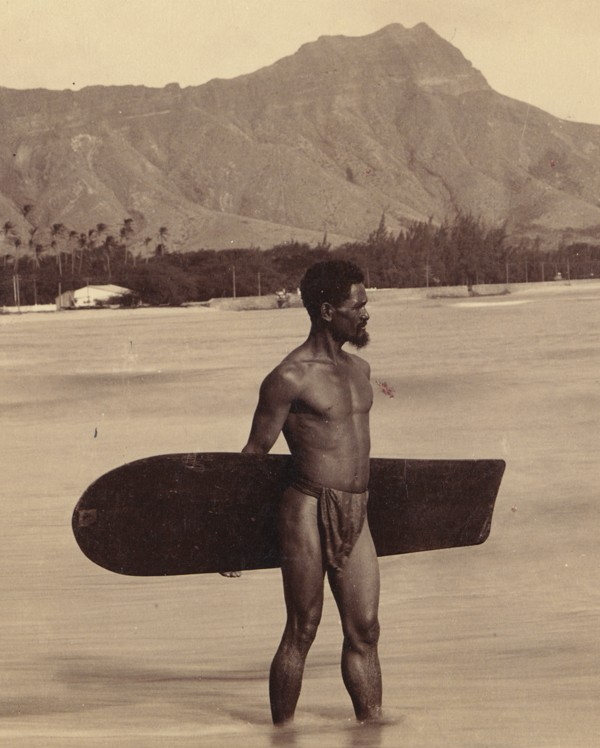
Surfer hawaïen avec planche alaia vers 1898
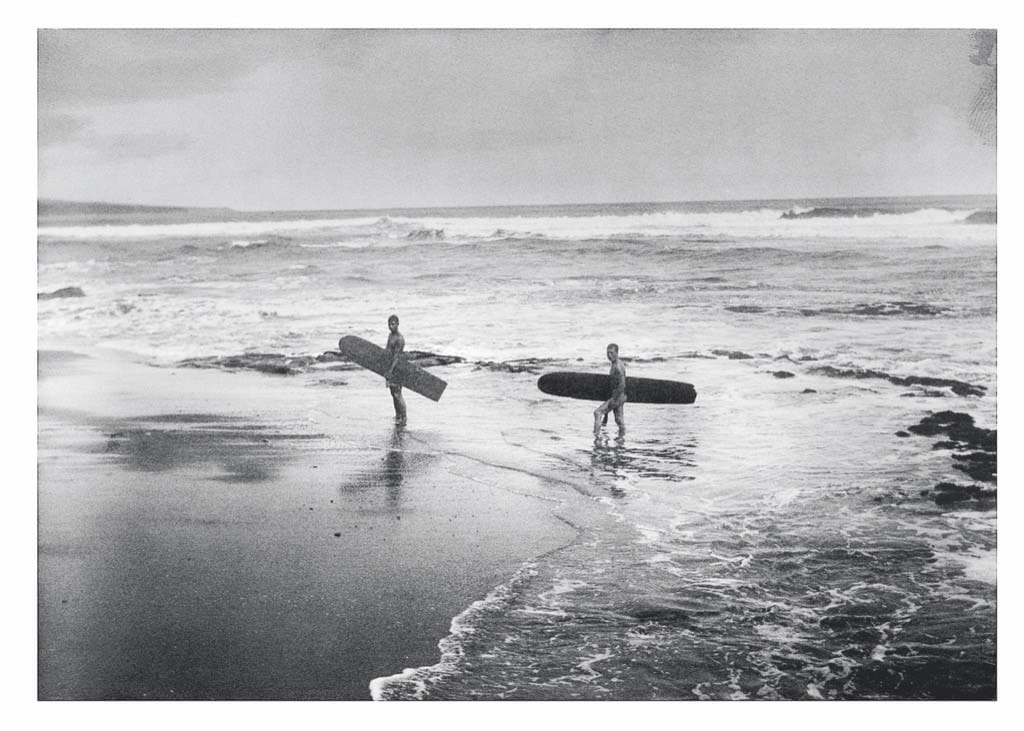
Hawaï, années 1890

### Diffusion aux États-Unis et en Australie

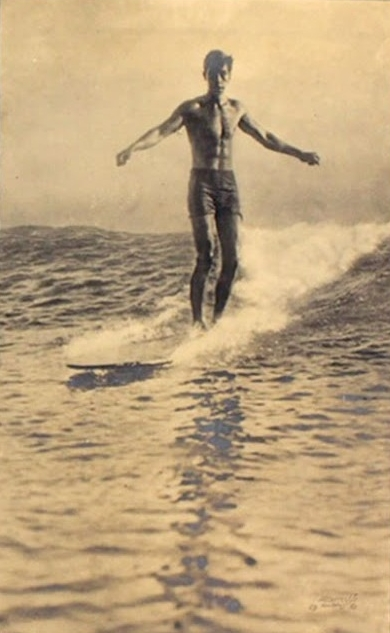
Duke Kahanamoku sur une planche en bois vers 1911-1915

Au début des années 1900, Alexander Hume Ford (1868-1945) et Jack London médiatisent le surf comme un loisir et un moyen d'attraction touristique à Hawaï. Des pratiquants de surf se rassemblent autour du Outrigger Canoe Club, un club nautique réservé aux Blancs. Les Hawaïens George Freeth et Duke Kahanamoku fondent un club multiracial, le Hui Nalu Club (1908), pour rassembler des surfeurs de la plage de Waikiki et maintenir l'influence des Hawaïens sur les sites de surf.
À partir de 1907, Freeth et surtout Kahanamoku diffuseront le surf hors de Hawaï, en faisant des démonstrations aux États-Unis (Californie), en Australie et en Nouvelle-Zélande. Kahanamoku, champion olympique de natation et acteur hollywoodien, profitera de sa notoriété pour populariser le surf, devenant ainsi le « père du surf moderne ».
Les planches de l'époque sont en bois et inspirées des modèles anciens hawaïen : notamment la très longue planche olo dédiée au surf debout, alors que la courte planche alaia est peu à peu oubliée. À cette époque les planches ne sont pas seulement utilisées pour le loisir du surf dans les vagues. Elles sont également utilisées pour la pratique de courses de rame et de sauvetage en mer, avec de nombreuses compétitions (sauvetage sportif) organisées aux États-Unis puis en Australie.

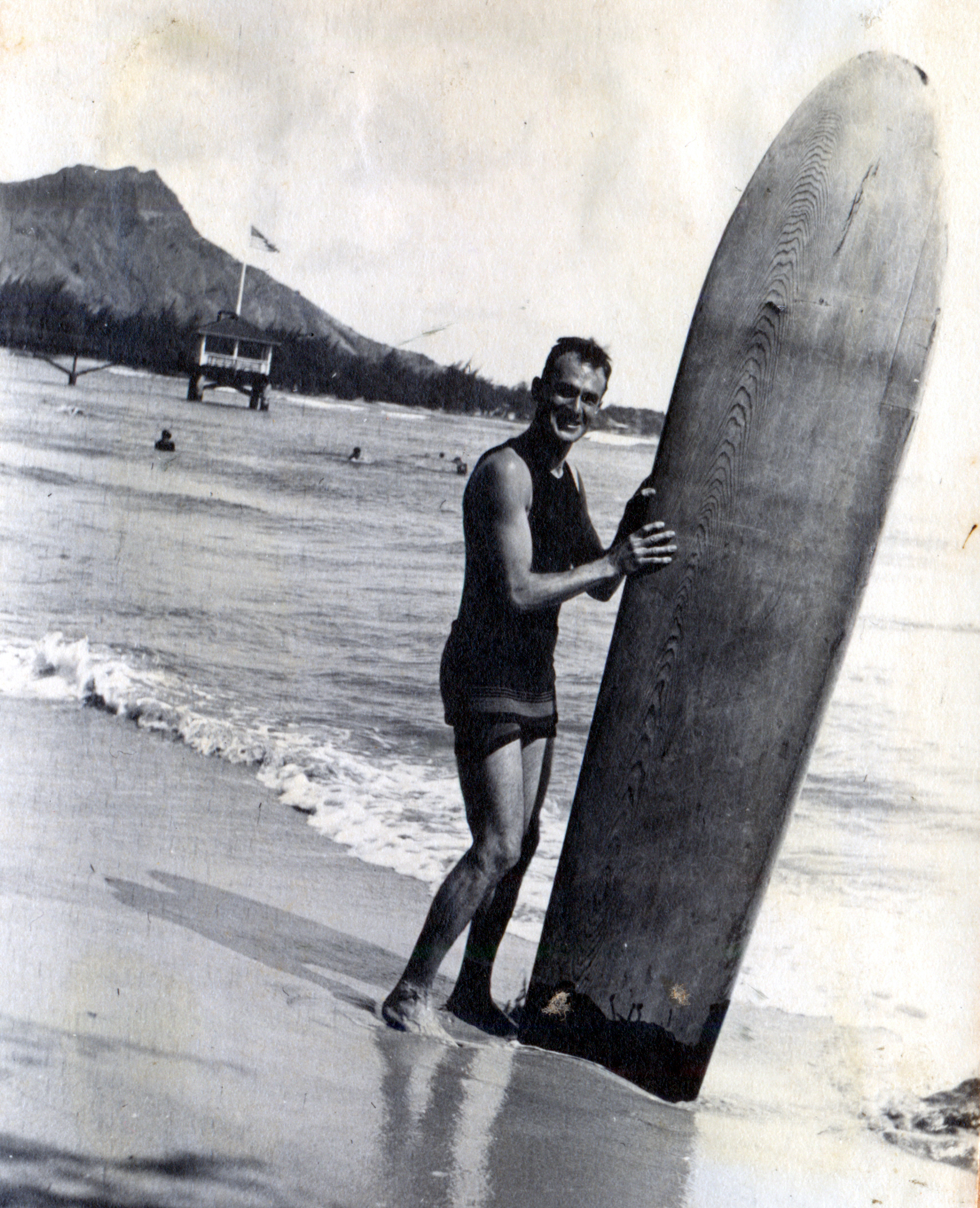
L'entomologiste Cyril Pemberton tenant une planche en bois, Waikiki, en 1916

### Aileron et longboard
Au milieu des années 1920, l'Américain Tom Blake construit les premières planches creuses (hollow board) plus légères (moins de 50kg), qui se diffusent rapidement à Hawaï et aux États-Unis pour la pratique de la rame et du sauvetage. Blake crée ensuite des planches creuses à structure renforcée. Vers 1935, il crée les premières planche avec un aileron (appelée couramment dérives), permettant le contrôle de ces planches légères (moins de 30kg) dans les vagues. Controversées, les planches de Blake deviendront rapidement la référence de tous les surfeurs à travers le monde et marquent le début des planches dites « longboard ».
La longboard, planche longue et d'un volume de flottabilité important, facilite le départ rapide au surf sur la plupart des vagues petites ou molles ; la pratique typique consiste en de grandes traversées rectilignes le long des vagues, avec éventuellement des mouvements acrobatiques du surfeur sur sa planche (déplacements et croisements de pied).

### Industrie
L'industrie de fabrication de planches de surf se développe aux États-Unis dans les années 1950 et 1960. Les planches dites « Malibu » deviennent la référence. La structure en balsa est progressivement remplacée par le polystyrène, puis les mousses polyuréthanes (1955) qui se généralisent dans les années 1960.
Le leash, cordon reliant le surfeur à sa planche, apparait dans les années 1950, en France ou aux États-Unis.

### Diffusion en France
Diffusé par des surfeurs américains, la pratique apparait en France à la fin des années 1950, sur la côte basque. Le premier club (Waikiki) est créé en 1959. Les premières compétitions (course de rame) organisées en 1961.

### Avènement du shortboard
À partir des années 1960, les surfeurs australiens développent une manière plus « agressive » de surfer, avec des changements multiples de direction sur la vague constituant différentes figures. Ce nouveau style est facilité par des planches plus légères et courtes. Cette évolution est notamment marquée par le surfeur australien Nat Young qui remporte le titre mondial en 1966, avec des figures innovantes sur une planche de 2,85 m. Sous l'impulsion de ce dernier, la longueur et le volume des planches ne cessera de diminuer dans les années 1970. C'est le début des « shortboard » (ou planches courtes).
Plus légères, plus relevées et effilées au niveau du nez, plus fines, les shortboards sont beaucoup plus maniables et procurent une liberté beaucoup plus importante au surfeur dans sa trajectoire et les figures qu'il peut réaliser. Avec la diminution de la taille et du volume des planches, différentes périodes d'expérimentation aboutissent à la généralisation d'une configuration à trois ailerons (thruster, 1982).
Cette pratique sur planche courte est devenue dominante : sur le circuit professionnel, sur le nombre de pratiquants et l'industrie du surf, sur la codification récente de la discipline sportive du « surf ».

### La recherche des grandes vagues
En raison de leur matériel, il est très peu probable que les anciens surfeurs hawaïen aient pratiqué sur de grandes vagues cassantes (plus de 3-4 mètres). Avec l'évolution des planches modernes, à partir des années 1950-60, les grandes vagues cassantes commencèrent à devenir le terrain de pratique de certains surfeurs, à l'exemple des grandes vagues de Waimea Bay (Hawaï). À partir de cette époque commença l'exploration du monde à la recherche des rares spots de grandes vagues cassantes. Ces voyages de recherche sont illustrés dans des reportages écrits et des films documentaires à partir des années 1960, à l'exemple de The Endless Summer (1966).
Mais les plus grandes vagues restent inaccessibles, la propulsion à la rame (avec les bras) étant trop lente pour se positionner sur ces vagues rapides et éloignées ; il faudra attendre l'invention du surf tracté dans les années 1990.

### Autres pratiques modernes

#### Bodyboard

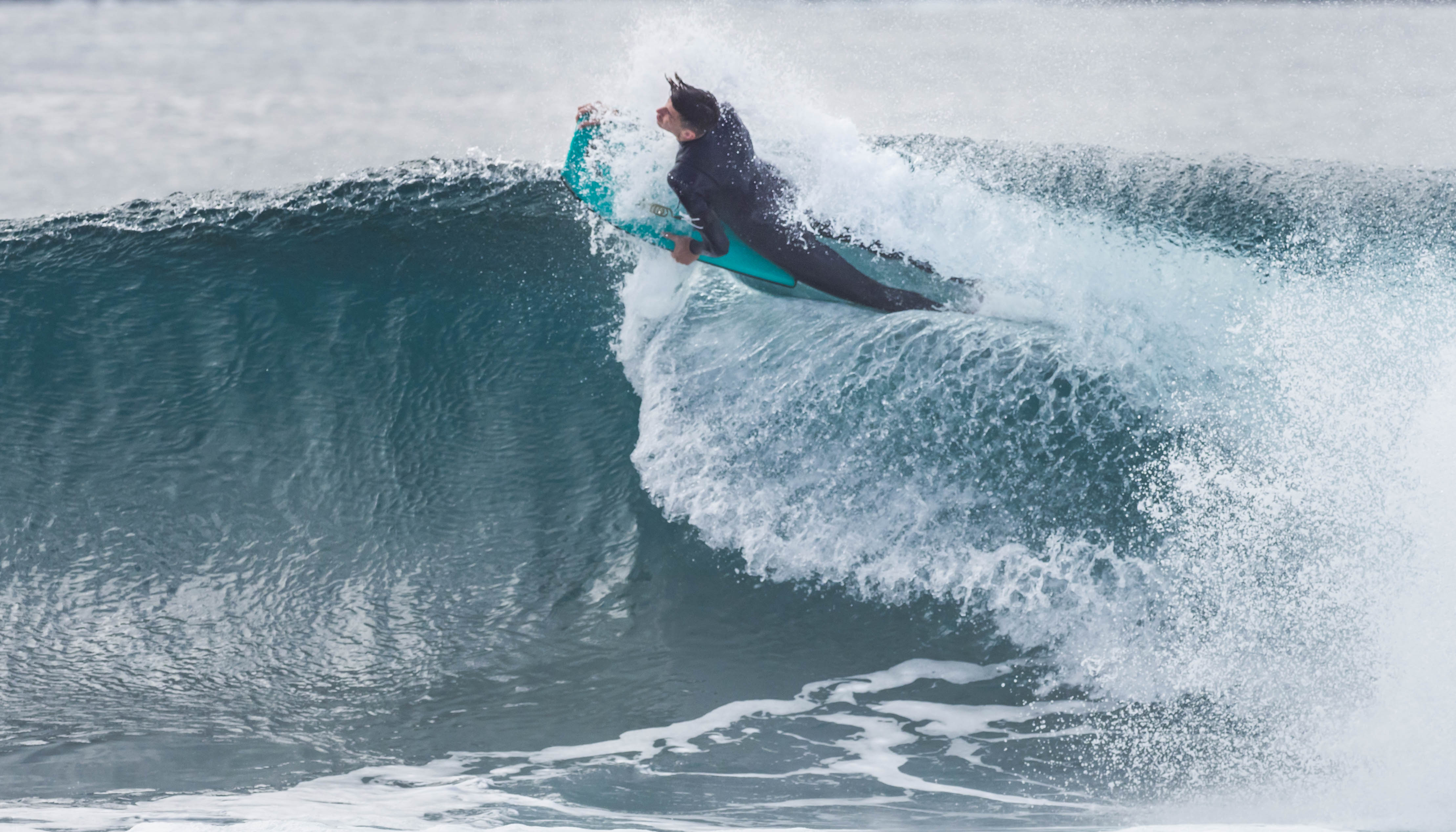
Bodyboard

En 1971, l'ingénieur américain Tom Morey (1935-) crée les premiers bodyboard, courtes planches en mousse destinées au surf sur le ventre (prone) ou à genoux (dropknee). Il s'est inspiré des planches traditionnelles hawaïenne : la paipo (utilisée par les enfants) et la alaia un peu plus grande. Commercialisées sous la marque Morey Boogie, ces planches facile d'accès deviennent un jouet de plage très répandu. Mais le bodyboard est aussi devenu une discipline sportive spectaculaire et exigeante, permettant de surfer les vagues les plus creuses.

#### Skimboard

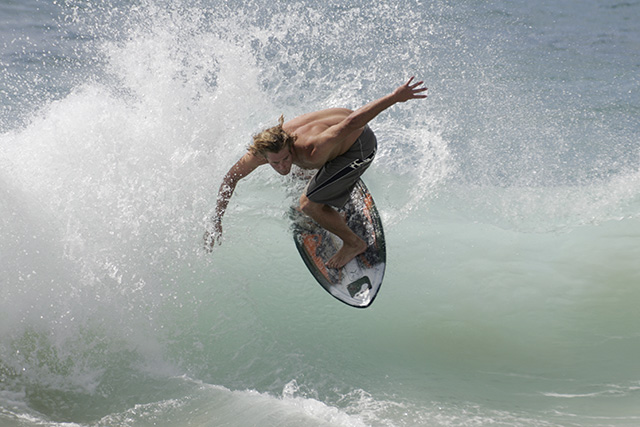
Skimboard sur les brisants de rivage (shore break)

Apparu aux États-Unis dans les années 1930, le skimboard devient plus répandu en Californie à partir des années 1980. Cette planchette permet de glisser sur de fines pellicules d'eau et d'atteindre les vagues de bord (shorebreak). Sans dérive et très petit, le skimboard permet des manœuvres extrêmement rapides et agressives. Plus récemment, quelques skimboardeurs professionnels comme Brad Domke ont commencé à surfer de grandes vagues plus éloignées, en utilisant des vagues d'accès (side waves), le transfert depuis une longue planche ou bien le tractage en jetski (towing).

#### Windsurf de vague
Apparue dans les années 1980, le funboard (déclinaison de la planche à voile) a rapidement été pratiqué dans les vagues. Équipés de planches courtes et de voiles maniables, des windsurfers comme Robby Naish ou Jason Polakow se sont rapidement attaqués à de nombreuses vagues hawaïennes. La voile permettant même d'acquérir la vitesse nécessaire pour partir au surf même sur les très grandes vagues, de soutenir la planche sur les lèvres déferlantes (aerials) ou de propulser le windsurfer au-dessus de la vague (sauts). La discipline de « vagues » est ainsi devenues la pratique la plus médiatisée du windsurf et des compétitions mondiales de funboard.

#### Longboard
Le longboard se pratique encore, avec des planches longues (2,75 m) et épaisses, appelées aussi malibus. Celles-ci sont plus stables mais n'offrent pas autant de maniabilité que les planches plus courtes. Elles permettent par contre de surfer dans des conditions où la planche courte, du fait de son volume et donc de sa flottaison moindre, ne pourrait porter le surfeur. Ce type de surf, favorisant la glisse au détriment de la radicalité des figures, nécessite une adaptation continue de la position du longboarder (nom donné aux surfeurs de longboard). Lorsque celui-ci sent sa vitesse se ralentir par rapport à la vague, il doit avancer à petits pas à l'avant de la planche le long de l'axe (ce qui s'appelle un nose-ride, « la monte à l'avant ») afin d'y déplacer son centre de gravité et ainsi d'augmenter la vitesse de celle-ci et vice-versa. La taille et la stabilité de la planche longue donne la possibilité au surfeur de prendre des poses très théâtrales sur la planche, seul ou en couple.

#### Surf tracté et vagues géantes

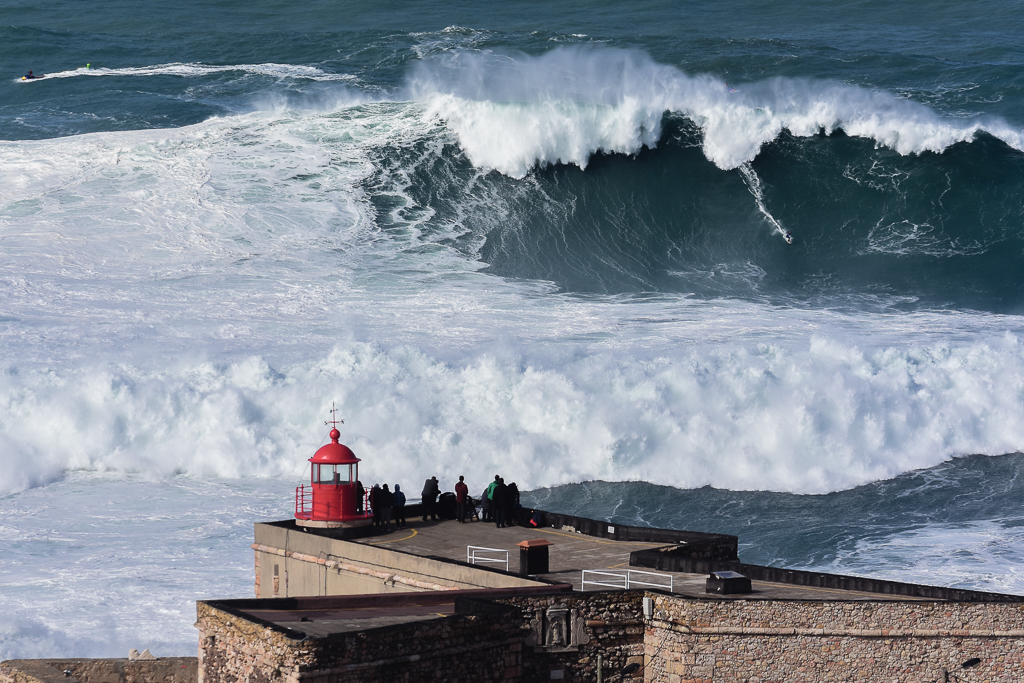
Surf une vague géante à Nazaré (Portugal), 2017.

En 1992, Buzzy Kerbox et Laird Hamilton inventent la technique de surf tracté (towing) à l'aide d'un canot pneumatique à moteur, permettant de se positionner et se lancer sur les très grandes vagues. Les années suivantes la technique est perfectionnée, avec de courtes planches munies de cales pour les pieds (footstraps), le tractage par hélicoptère, jusqu'à la technique actuelle de tractage et récupération par jetski. Cette discipline du surf de très grandes vagues se répand, avoir l'organisation de compétitions mondiales. Aujourd'hui, de très grandes vagues de plus de 15 mètres sont régulièrement surfées (Jaw, Teahupo'o, etc), et quelques rares surfeurs pratiquent sur les « vagues géantes » de plus 20 mètres.

#### Les surfparks
Les piscines à vagues produisent des vagues artificielles pour pallier le manque de vagues naturelles ou pour permettre la pratique du surf dans des endroits éloignés du bord de mer. Celles destinées aux surfeurs sont appelées des surfparks.
Les projets de surfpark se heurtent souvent à des mouvements d'opposition notamment en raison de l'impact environnemental mais également faute d'investisseurs. La consommation d'eau de ces structures est particulièrement pointée du doigt.
En 2022, le nombre de surfparks dans le monde était estimé à 19. 

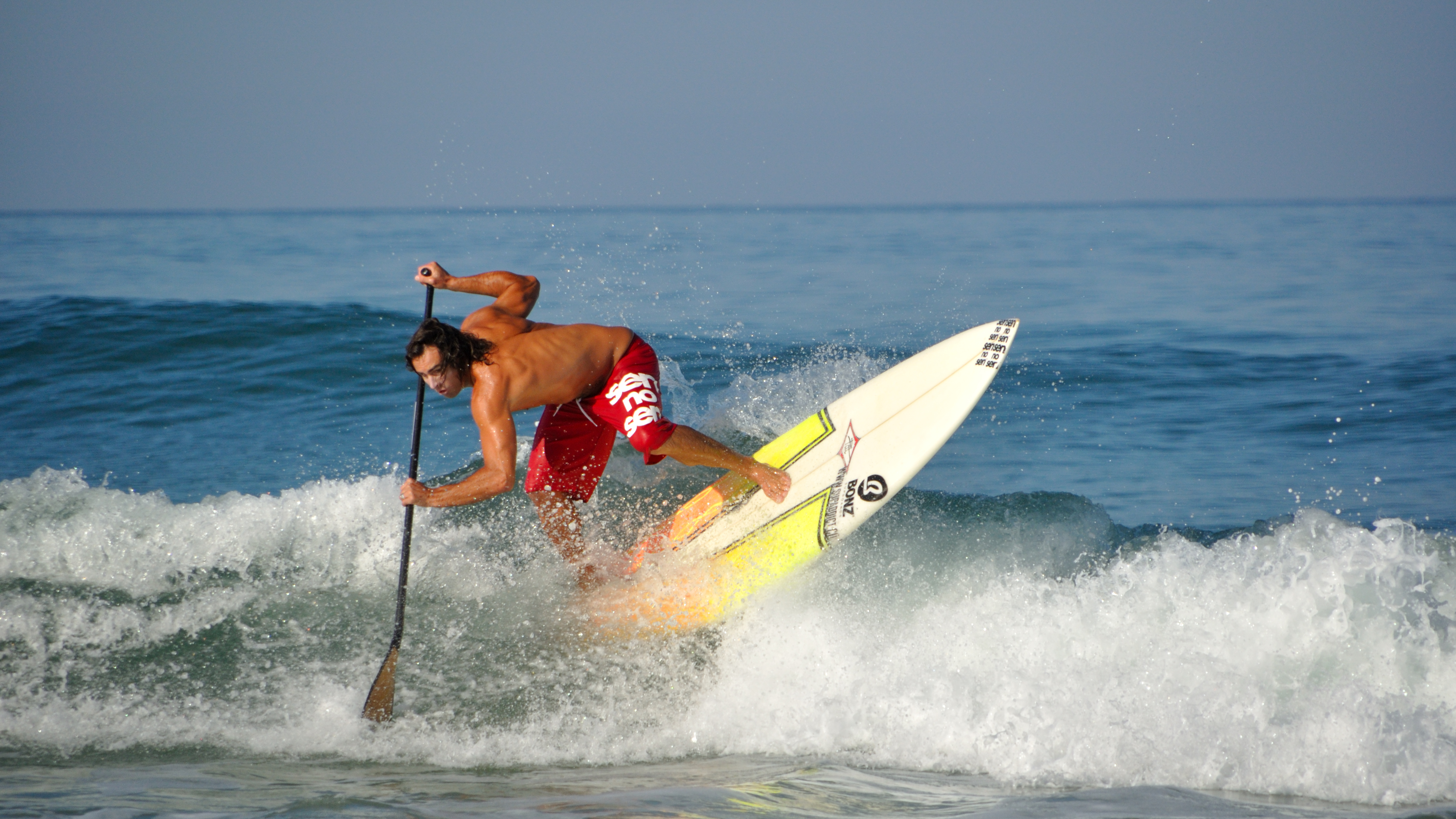
Surf en paddle
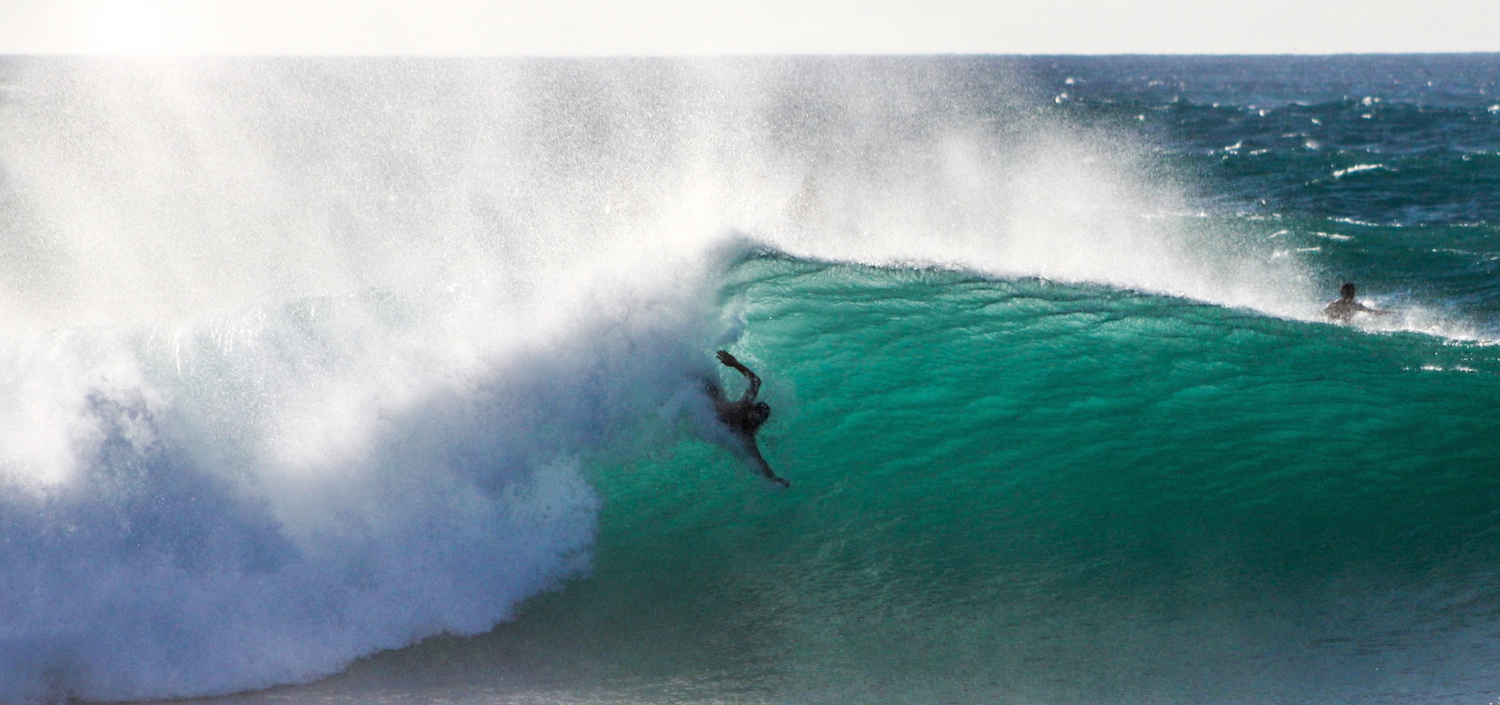
Bodysurfer
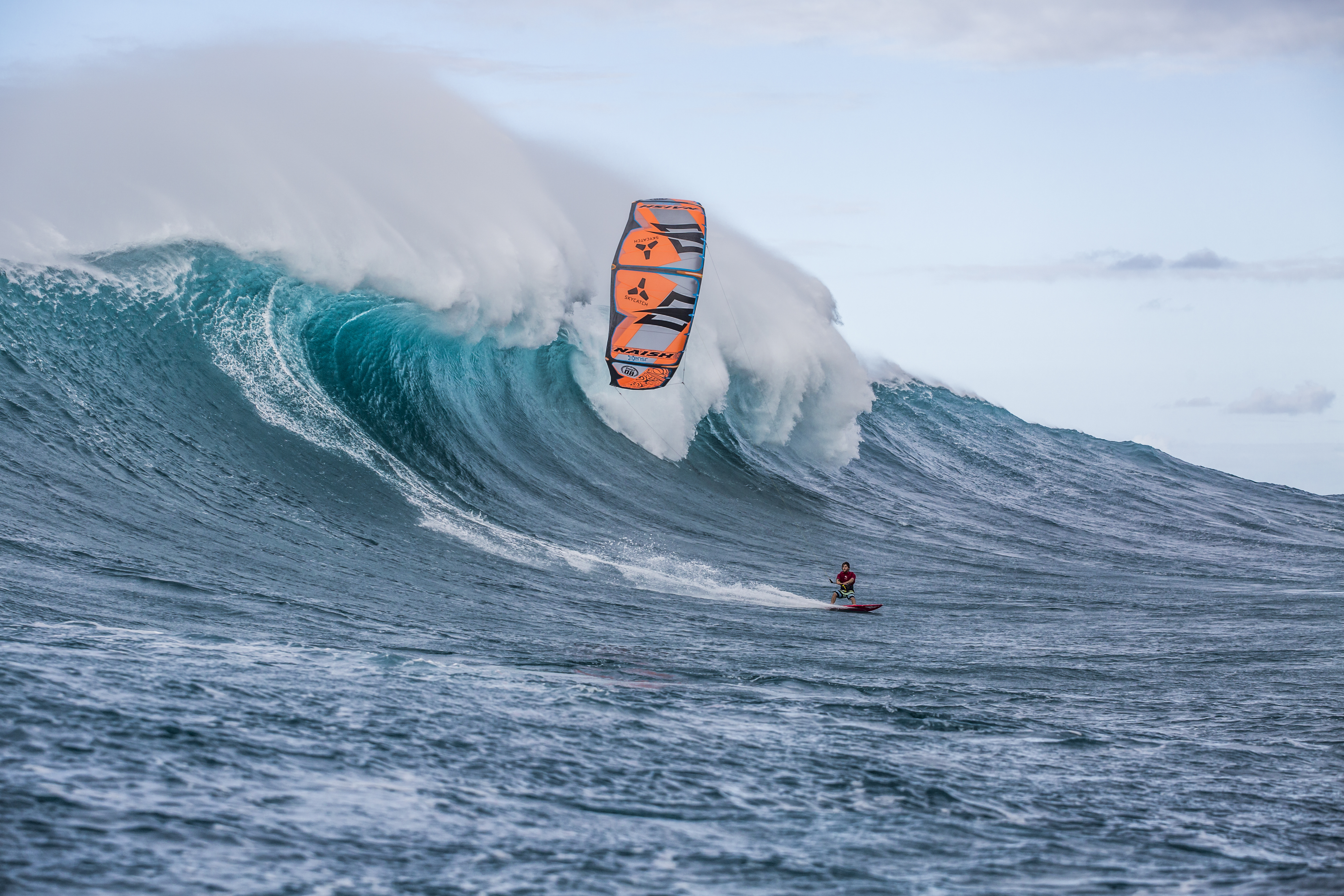
Kitesurf à Jaws, Hawaï
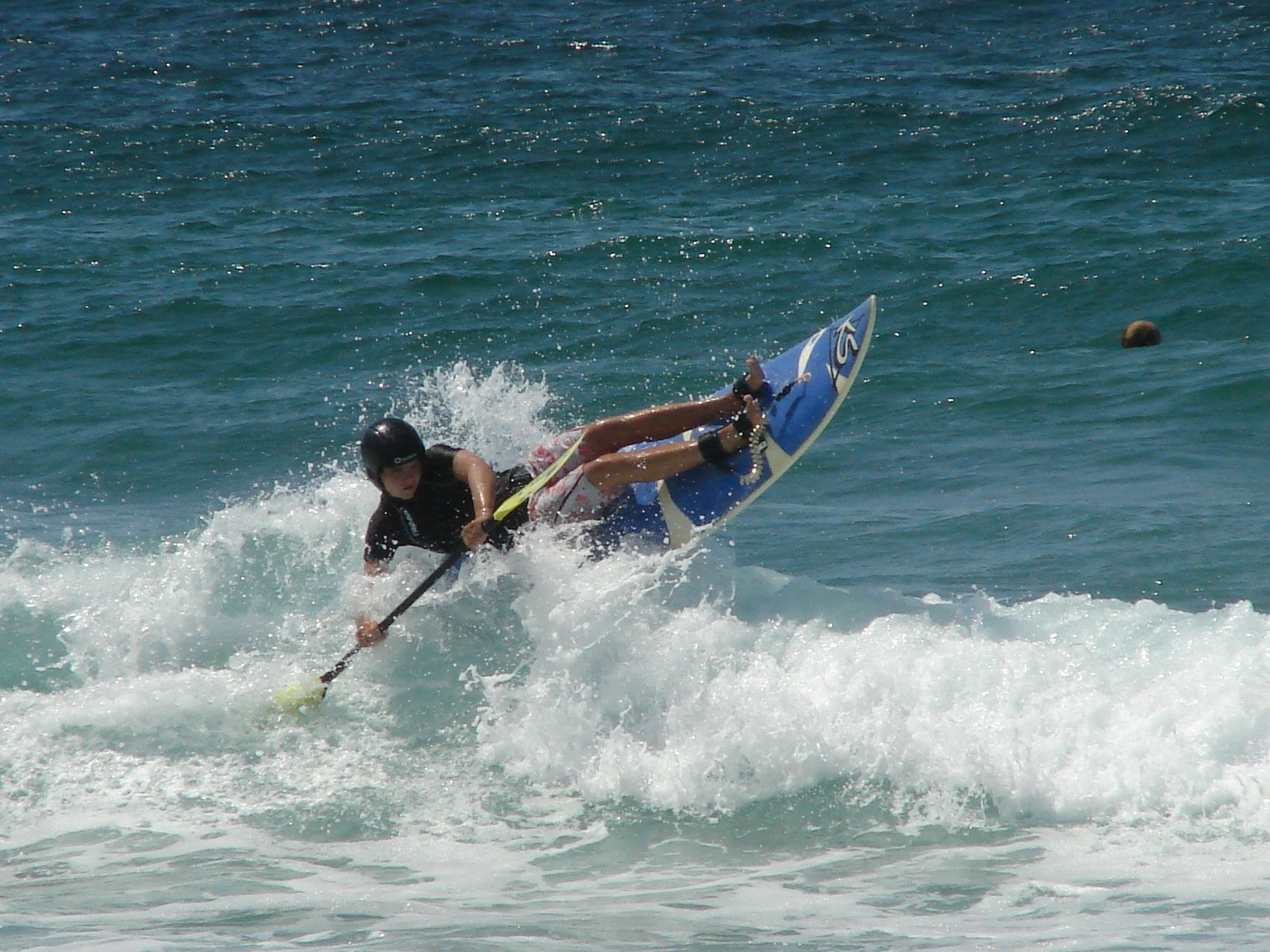
Wave-ski
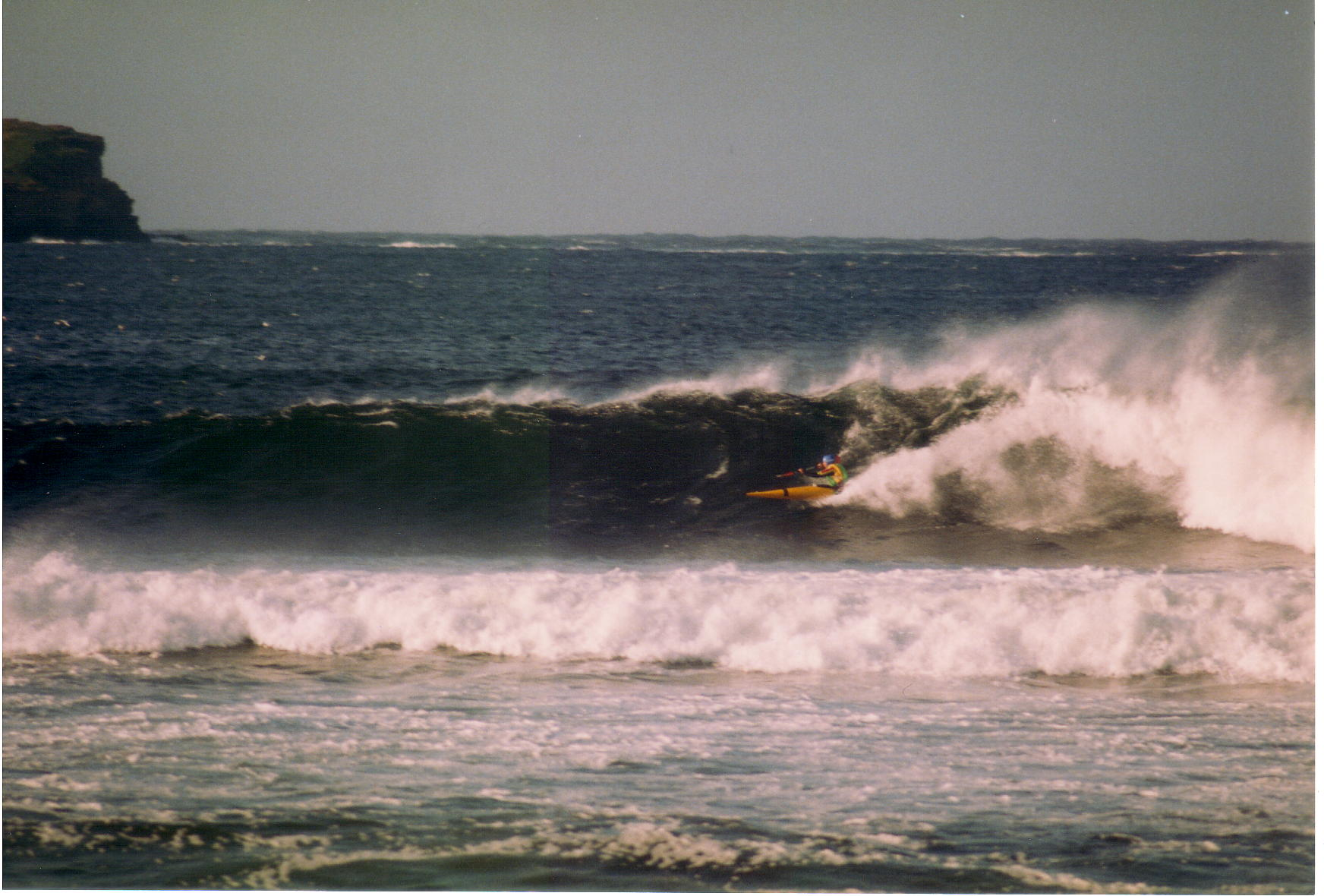
kayak surf
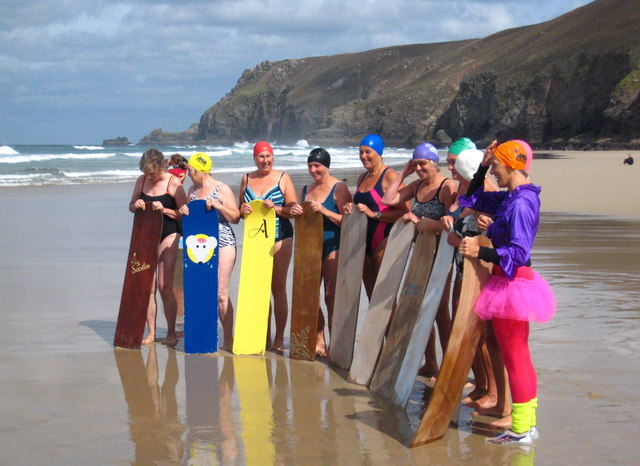
Pratiquants de bellyboard
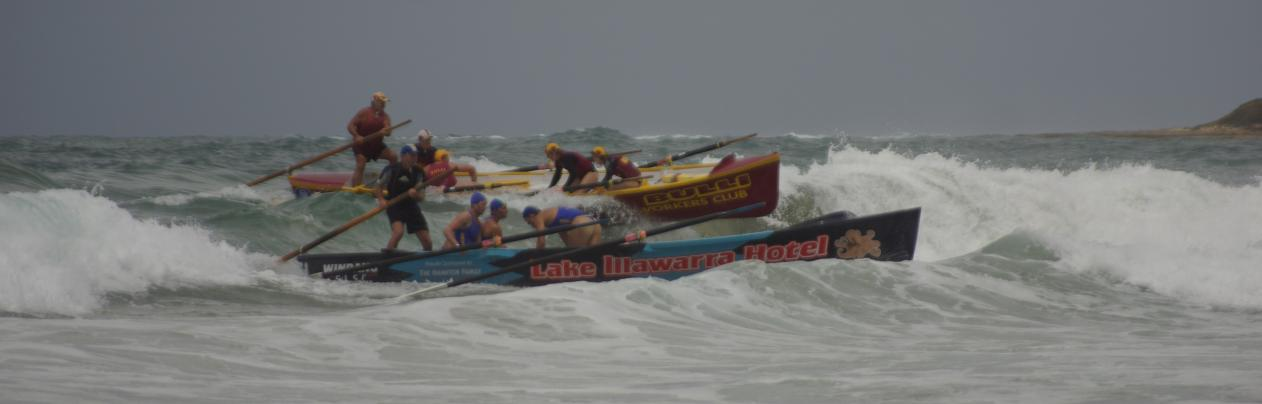
Surf en surfboat
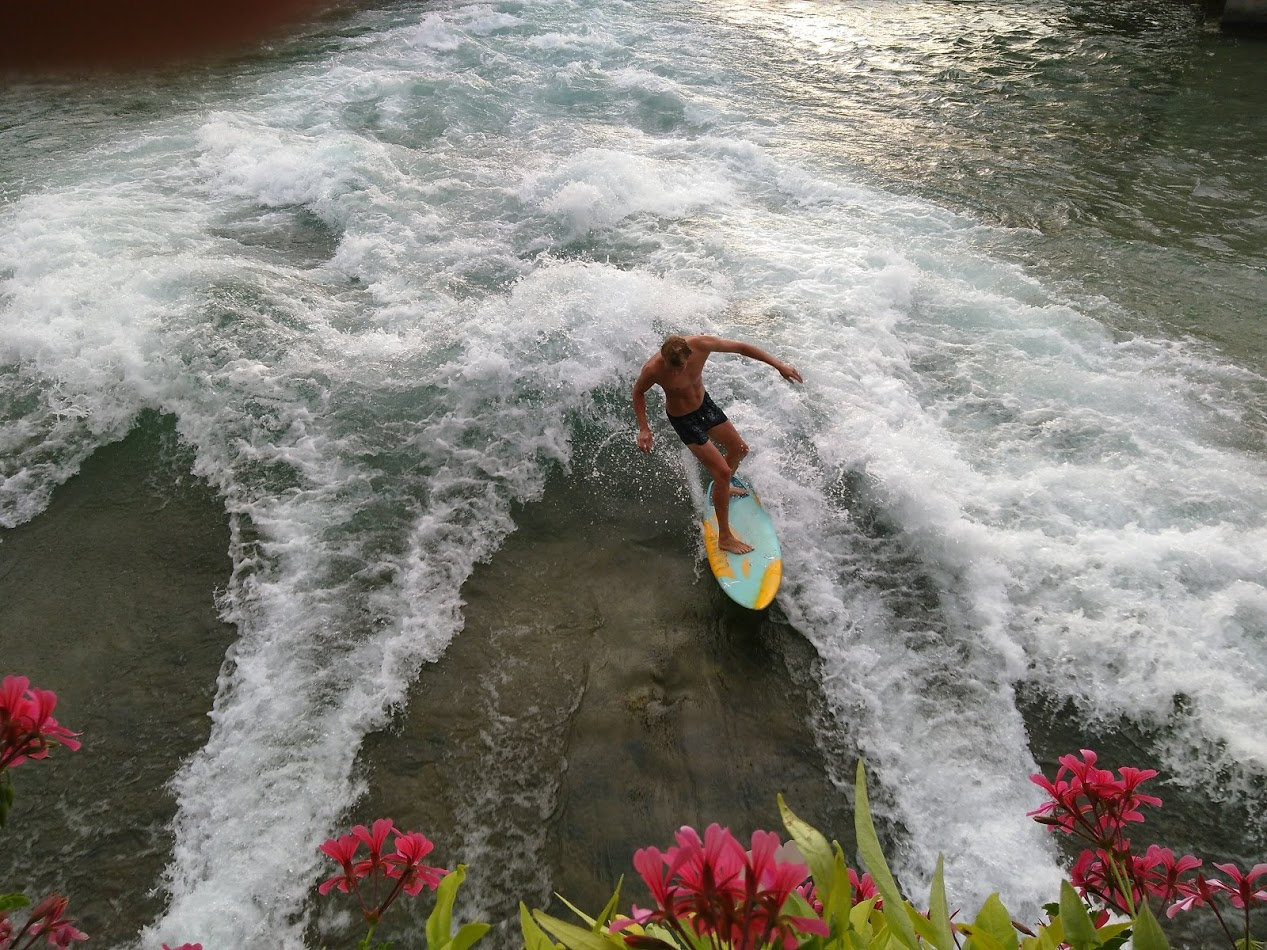
Surf de rivière à Thoune (Suisse)

### Surf professionnel (1990-)

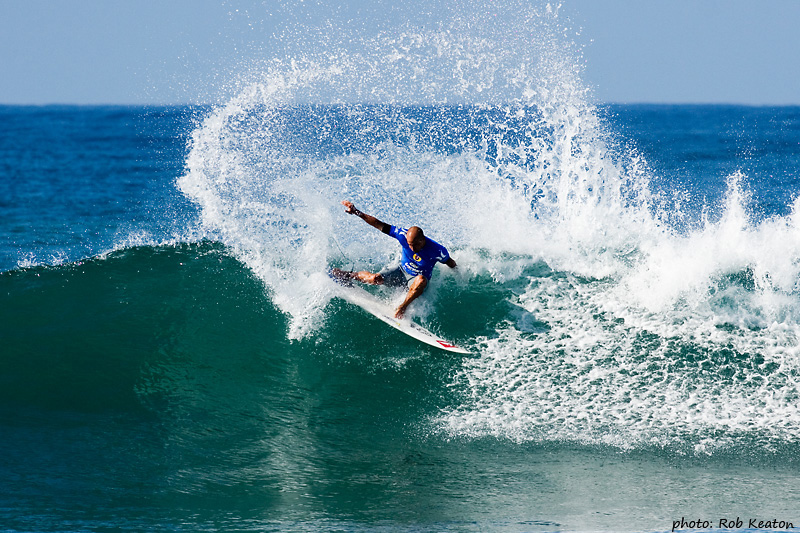
Kelly Slater réalise un brutal virage en haut de vague (roller) durant une compétition, 2006.

Durant les années 1970-1980, l'élite des surfeurs parvenait difficilement à vivre de sa passion. Ces surfeurs étaient méconnus du public, les compétitions peu médiatisées et les gains des compétitions peu importants. Pour le grand public, l'image du surfeur est souvent le cliché d'un jeune marginal consommateur de drogues.
Au début des années 1990, la situation évolue rapidement avec l'influence du prodige américain Kelly Slater, qui devient champion du monde à 20 ans (1992), seulement deux années après son entrée sur le circuit WTC. Slater appartient à une « nouvelle école » de surfeurs qui n'hésitent plus à tenter les figures les plus risquées et agressives pour impressionner les juges.
Slater parvient surtout à nouer de fructueux contrats de sponsoring avec des industriels (marques de surf ou non), ouvrant la voie à une véritable professionnalisation des meilleurs surfeurs. Slater voyage alors à travers le monde (spots de surf), diffusant les images se sa pratique pour des campagnes publicitaires. Slater accumule les victoires et acquiert une importante notoriété mondiale, alors qu'il endosse également un rôle de surfeur (1992-1993) dans la célèbre série télévisée Alerte à Malibu. Le surf acquiert une nouvelle notoriété auprès du grand public, de même que les compétitions du circuit mondial deviennent très médiatisées (télévision). Slater ne cessera de remporter des titres mondiaux (onze) les années suivantes. La nouvelle image du surfeur devient progressivement celle d'un sportif professionnel conciliant sa passion de la mer et la rigueur d'un compétiteur de haut-niveau.

## Vagues
La pratique du surf nécessite de bonnes conditions de vagues. Ces bonnes conditions de vagues ne peuvent être acquises que par de bonnes conditions de vent ou de houle, qui peuvent varier selon les spots (voir sites de surf). Il existe trois sortes majeures de vagues :
- les vagues creuses (plongeantes),
- les vagues molles ou peu puissantes (déferlantes),
- les vagues de petite houle (que l'on pourrait qualifier de flat).

Les vagues creuses sont les préférées des shortboarders mais aussi des utilisateurs de mini-malibu (voir Egg (surf)). Les vagues creuses sont les vagues les plus puissantes, mais pas forcément les plus grandes. En effet, certaines vagues que l'on peut qualifier de creuses sont bien plus puissantes qu'une vague molle de la même taille.

### Spots de surf

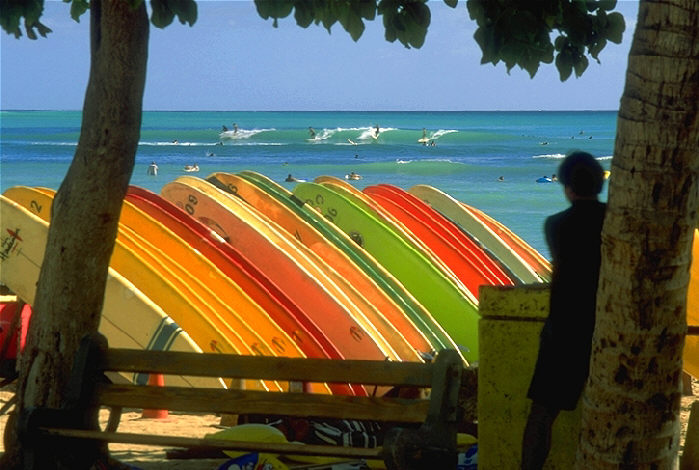
Surf à Waikiki Beach Honolulu Hawaii.

Pour une liste des spots de surfs : voir l'article spot de surf.
Le terme « spot » désigne le lieu où les surfeurs pratiquent leur activité, il peut s'agir d'une vague, d'une plage ou d'un endroit qui s'en approche.
Les sites de surf sont de plusieurs types. En fonction du fond marin, on distingue le site de récif sur fond rocheux, ou brisant de récif (reef-break), du site sur fond sableux, ou brisant de sable (beach-break).
Les fonds rocheux produisent des vagues appréciées et redoutées car elles ont toujours à peu près la même configuration, sont généralement creuses et puissantes avec un niveau d'eau peu profond. C'est le cas de la célèbre vague de Pipeline, sur la côte nord de l'île d'Oahu, à Hawaï. La houle du Pacifique nord se lève brutalement sur un corail mort et provoque une volute très large. La vague est courte, mais très intense. Une seule manœuvre est possible : le tube (le surfeur se laisse enfermer quelques secondes au creux de la volute). La vague est si violente qu'il n'est pas rare de heurter le récif. C'est la raison pour laquelle certains surfeurs, et non les moins talentueux comme Liam Mac Namara, un habitué du spot, portent une protection.
Les fonds rocheux permettent de « tenir le gros », c'est-à-dire qu'ils permettent à des houles de forte amplitude et avec des grandes longueurs d'onde de produire des vagues très grosses et « surfables ». C'est le cas de Jaws, sur l'île de Maui à Hawaï, de Maverick au nord de Santa Cruz ou plus récemment de Shipstern Bluff en Tasmanie. Ces spots sont célèbres pour leurs vagues gigantesques, qui peuvent atteindre ou dépasser les 10 ou 15 mètres. Les adeptes de ces spots hors normes sont appelés big waves riders, « chevaucheurs de grosses vagues ».
Dans certains cas les spots à fond rocheux créent des vagues qui déroulent sur une très grande distance, parfois plusieurs centaines de mètres. Ce sont des point breaks. La houle diffracte le long du récif, c'est-à-dire qu'elle change de direction au contact de la masse rocheuse. La zone de déferlement se fait donc uniquement sur ce point de contact. La vague déroule très régulièrement et sa volute y est particulièrement violente car les crêtes de houle convergent vers ce point où l'eau est peu profonde. Les vagues d'un point break sont orientées dans une seule direction. Quand elles déroulent vers la gauche du surfeur lorsqu'il regarde la plage, on parle de vagues « en gauche » et inversement pour la droite. Ces spots se situent souvent le long de caps rocheux, c'est le cas de la droite de Rincon (en) en Californie ou de l'incroyable gauche de Desert Point à Lombok (Indonésie). Ils sont aussi souvent présents le long des passes de récifs coralliens. La houle se lève au large et offre au surfeur une première section relativement tranquille. Puis rapidement, elle tourne pratiquement à 90 degrés en suivant le corail au moment d'entrer dans la passe. Cet instant est attendu avec angoisse et excitation par le surfeur, car la vague double de taille, le niveau de l'eau devient très faible et la volute s'agrandit tandis que la lèvre prend de l'épaisseur. C'est la section à tube qu'on appelle le bowl. Après ce passage il reste encore une centaine de mètres à glisser sur des sections plus molles, mais qui déroulent toujours bien régulièrement vers la gauche.
Les beach-breaks offrent des vagues généralement plus aléatoires, car ces spots dépendent de bancs de sable, qui par nature sont mobiles. Ainsi leur zone de déferlement est moins définie et moins stable que sur les fonds rocheux. En revanche, sur les meilleurs spots de sable, on trouve des vagues courtes mais très creuses. Les phénomènes de point breaks ne sont pas inexistants pour les beach-breaks, mais plus rares. Mundaka au Pays basque espagnol et surtout Snapper Rock ou Kirra en Australie sont les exemples les plus connus. Les beach-breaks tiennent moins bien le gros que les spots de récifs. Généralement, ils saturent au-delà de trois ou quatre mètres, rendant la pratique du surf impossible. Les vagues ne déroulent plus, mais forment des longs murs d'eau qui s'écroulent brutalement en un seul tenant. On dit que les vagues « ferment ». Le spot de La Nord à Hossegor, ainsi que celui de Puerto Escondido au Mexique ou de Mundaka en Espagne sont les rares exceptions ; on peut y surfer des vagues de cinq mètres et parfois plus. Les plus beaux beach-breaks se situent dans les Landes en France, autour du Cap Hatteras aux États-Unis, et à Puerto Escondido dans l'état d'Oaxaca au Mexique. Sur ces spots les bancs de sable ont beaucoup de relief, ils offrent ainsi des zones de déferlement bien marquées.

## Risques

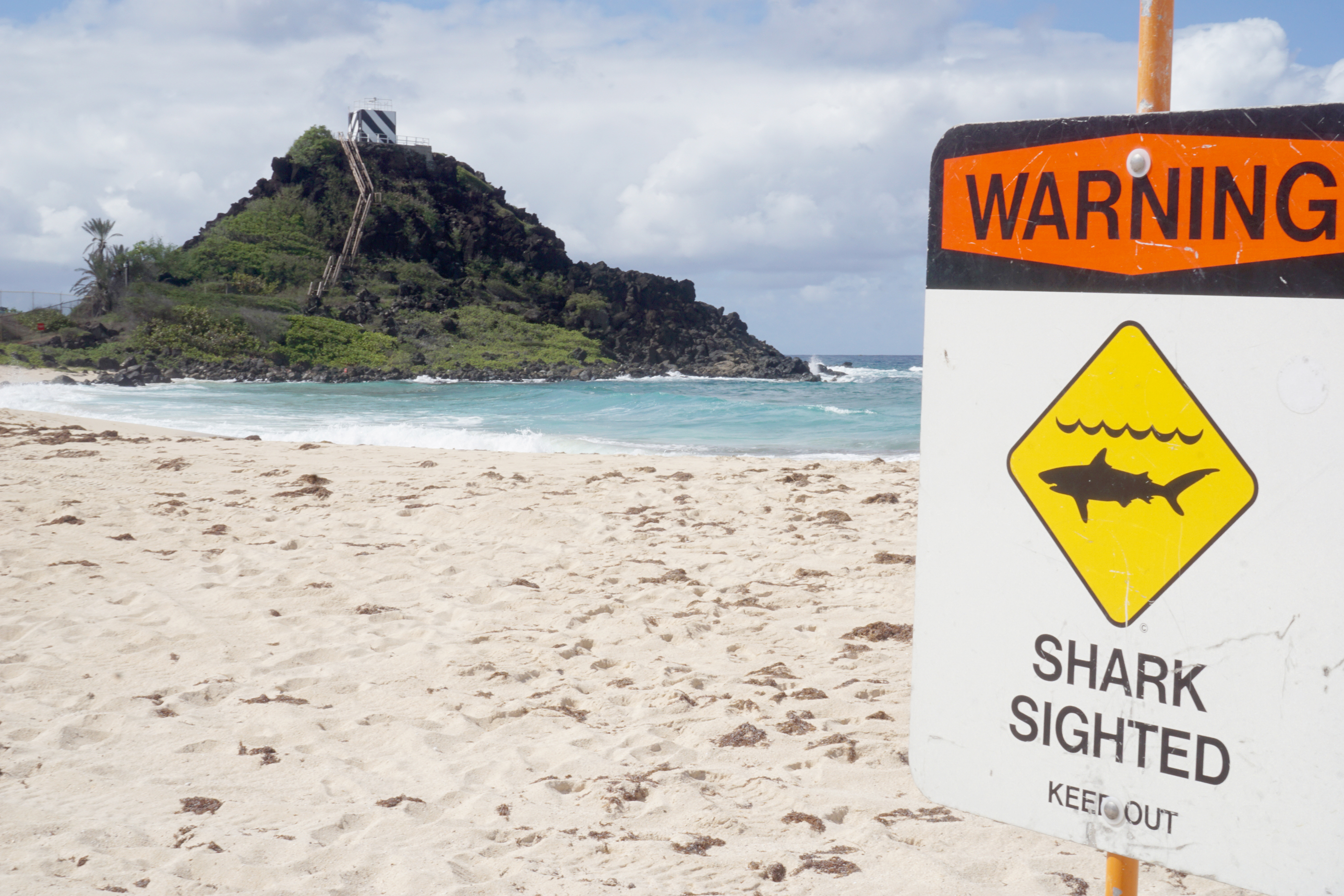
Signalisation d'une présence de requin, sur le spot de Pyramid Rock, Hawaï, 2015.

Plusieurs risques sont liés à la pratique du surf, dont notamment :
- la noyade
- la collision avec d'autres surfeurs et les planches : contusions, coupures d'aileron, etc
- la vie marine (requin, épine de raie ou vive, méduse, pinnipède...) et les micro-organismes comme la bactérie Escherichia coli.
- les courants
- le contact contre le fond marin, notamment les fonds rocheux et le corail
- l'exostose ou « oreille du surfeur », la conjonctivite ou « œil du surfeur »

## Discipline sportive du surf

### Planche de surf
Les planches de surf sont aujourd'hui généralement réalisées en résine polyester, fibre de verre et âme synthétique (pain de mousse polyuréthane et résine polyester).
Les artisans qui fabriquent les planches de surf sont les shapers (« façonneurs »), ainsi que les glasseurs qui eux font le travail de stratification, certains shapers font également le glass.
On parle de shape, pour désigner la forme de la planche. Avec l'arrivée de nouvelles technologies et l'évolution, il existe maintenant un grand nombre de shapes différents.
- Shortboard (planche courte)

C'est le type de planche le plus répandu. Courte et étroite (1,50/2,10 m pour 44⁄49 cm de large), elle est destinée aux surfeurs possédant un minimum de technique.
- Évolutive, Hybride

Ce sont des planches de 1,90 à 2,20 m pour une largeur comprise entre 49 et 52 cm. Larges, épaisses, ces planches sont tolérantes tout en offrant des possibilités de manœuvre étendues.
- Fish

Les planches dites fishs ressemblent aux évolutives mais sont beaucoup plus courtes et plus larges. De 1,70 à 1,90 m, très large (52 cm ou plus), avec pas mal de volume, un outline assez rond, elles sont l'outil idéal des petites vagues. De plus en plus de surfeurs l'utilisent à la place de leur longboard ou de leur mini-malibu dans les petites vagues de l'été.
Parfois montés en twin (avec deux dérives), les fish ont peu de rocker et offrent une flottabilité intéressante et surtout permettent de balancer des figures new school plus facilement que n'importe quelle autre planche.
- Mini-Malibu

Longues de 2,20 à 2,60 mètres, larges de 52 à 56 cm, ces planches stables offrent une glisse facile aux débutants mais aussi aux surfeurs moyens pour les vagues molles d'été.
- Gun

Planche spécifique aux grosses vagues, d'une longueur allant de 2,10 mètres à plus de 3 mètres (abréviation anglaise de elephant gun, « fusil à éléphants »). Les guns sont très volumineux, ce qui leur permet de partir très tôt sur des grosse vagues. Ces planches sont à déconseiller aux débutants et sont vraiment une affaire de spécialistes.

### Pratique et technique
Le surfeur se tient généralement allongé à plat ventre sur sa planche, un bras de chaque côté de la planche. Il rame (comme en crawl) quand il repère une vague qu'il souhaite surfer afin d'acquérir une vitesse suffisante pour que la vague puisse l'emporter. Quand il sent la vague le soulever, il rame plus rapidement puis pousse avec ses mains, et s'appuie sur ses bras pour se redresser en avant dans la bonne direction. En même temps qu'il redresse son buste, sa jambe gauche (pour un regular) ou droite (pour un goofy) vient se placer devant et sa jambe droite (ou gauche) à l'arrière de la planche. Il adopte une posture penchée sur ses jambes fléchies. Une fois debout, les bras servent essentiellement à maintenir l'équilibre et aider à changer de direction. Les jambes jouent un rôle d'amortisseur et d'équilibreur.
On désigne généralement par regular un individu qui se tient sur la planche pied droit en arrière. Les personnes se tenant pied gauche en arrière sont appelés goofy. Le pied arrière est généralement le pied sur lequel on prend appel lorsqu'on saute.
Un surfeur regular, donc qui mettra son pied gauche à l'avant, sera frontside (face à la vague) sur une droite (vague qui déroule du pic vers la droite quand on est debout sur la planche) ; le même surfeur regular sera backside sur une gauche (qui déroule de droite à gauche). Pour un goofy, c'est l'inverse.

#### Pratique du shortboard
La discipline la plus connue et la plus prisée se pratique sur des planches de 1,50 m à 2,00 m. En compétition, elle consiste à réaliser des figures dont la difficulté et la qualité d'exécution déterminent le score du compétiteur. Le surfeur cherche généralement à chevaucher (to ride) la vague parallèlement à sa face, en suivant la direction de son déferlement et en précédant celui-ci. On ne surfe la vague perpendiculairement à sa face qu'au départ (take-off) pour prendre de la vitesse. Sur certains sites, la puissance des vagues permet au planchiste de se laisser recouvrir par la vague et de surfer à l'intérieur du rouleau. Cette figure, appelée tube, est l'une des plus spectaculaires.

### Compétitions de surf
Le championnat principal est le World Championship Tour (WCT) organisé par la World Surf League (WSL). Il est constitué d'une série de 11 épreuves pour les hommes et de 8 pour les femmes, réparties sur l'ensemble du globe (Australie, Mexique, Afrique du Sud, Fidji, Tahiti, France, Espagne, Brésil, Hawaii et États-Unis).
Il existe deux circuits, le WQS (World Qualifying Series) et le WCT (World Circuit Tour).
Le WQS est le circuit de qualification : chaque année, les 16 premiers du tour WQS passent en WCT et les 16 derniers du WCT doivent retourner en WQS.
Les épreuves concernant le WCT se déroulent généralement entre les mois de février et décembre.
Le classement est réalisé grâce à un système de points acquis par les surfeurs à chaque épreuve. Le surfeur qui a le plus de points à l'issue de la dernière étape, le Pipe Masters sur l'île d'Oahu à Hawaii, est déclaré vainqueur.
Le WCT est qualificatif pour les Jeux Olympiques pour les 10 premiers hommes et 8 premières femmes du classement, dans la limite de deux concurrents de chaque genre par pays .
Il existe en parallèle des championnats du monde, organisés par l'Association internationale de surf, et servant eux aussi de circuits de qualification aux Jeux Olympiques, depuis que ce sport a été admis comme discipline additionnelle pour les jeux de 2020 (reportés à 2021).
La compétition est loin d'être un passage obligé. En effet, certains surfeurs, appelés free surfers comme Laird Hamilton, sont devenus de véritables légendes de la discipline sans carrière dans le circuit professionnel (en tout cas, pour ce qui concerne le surf, puisque ce dernier est un ancien véliplanchiste).
Il existe des Championnats d'Afrique.

### Surfeurs renommés
- John John Florence
- Taj Burrow
- Andy Irons
- Anne-Gaëlle Hoarau
- Bethany Hamilton
- Jay Moriarity
- Cannelle Bulard
- Carissa Moore
- Chelsea Georgeson
- Christian Li Fletcher
- Claire Karabatsos
- Coline Ménard
- Duke Kahanamoku
- Emmanuelle Joly
- Greg Noll
- Jérémy Florès
- Keala Kennelly
- Kelly Slater
- Lee-Ann Curren
- Laird Hamilton
- Layne Beachley
- Malik Joyeux
- Marie-Pierre Abgrall
- Marina Correia
- Mikael Picon
- Mick Fanning
- Ophélie Ah-Kouen
- Patrick Beven
- Pauline Ado
- Rob Machado
- Roxane Bonet
- Sofia Mulanovich
- Tom Carroll
- Tom Curren
- Alana Blanchard

### Organisations
- Association internationale de surf (ISA)
- World Surf League (WSL)
- Surfrider Foundation

#### Surfrider Fondation Europe
La Surfrider Foundation Europe est une association à but non lucratif qui se propose de protéger et mettre en valeur les océans, les vagues et le littoral. Elle a été créée en 1990 par un groupe de surfeurs dont Tom Curren, triple champion du monde de surf. Elle regroupe plus de 3 500 adhérents en Europe. Elle compte parmi ses membres des personnes passionnées par les océans et soucieuses de l'environnement.
Les objectifs principaux de Surfrider Foundation sont de :
- lutter contre la pollution des océans : marées noires, rejets illicites d'hydrocarbures, déchets flottants, pollutions bactériologiques... ;
- informer le public de la qualité des eaux, des législations et des risques réels en cas de pollution ;
- faire prendre conscience de l'ampleur de la pollution et faire comprendre les enjeux de la protection de l'océan.

Surfrider Foundation a servi de modèle et des antennes locales existent dans le monde entier : Surfrider Foundation Europe, Surfrider Foundation Brazil, Surfrider Foundation Japan, Surfrider Foundation Australia, Surfrider Foundation Maroc.

#### Bases de données et dictionnaires
- Ressource relative au sport :   - Enciclopèdia de l'Esport Català
- Ressource relative à la santé :   - PatientLikeMe
- Ressource relative à l'audiovisuel :   - France 24
- Notices dans des dictionnaires ou encyclopédies généralistes :   - Britannica
  - Den Store Danske Encyklopædi
  - Nationalencyklopedin
  - Store norske leksikon
  - Universalis
- Notices d'autorité :   - BnF (données)
  - LCCN
  - GND
  - Japon
  - Espagne
  - Israël
  - Tchéquie